# Medicare (Hoa Kỳ)
Medicare là một chương trình bảo hiểm y tế quốc gia ở Hoa Kỳ, được thành lập vào năm 1966 dưới sự quản lý của Sở An sinh Xã hội và hiện trực thuộc Trung tâm Dịch vụ Medicare và Medicaid. Chương trình này chủ yếu cung cấp bảo hiểm y tế cho người Mỹ từ 65 tuổi trở lên, nhưng cũng cho một số người trẻ hơn bị khuyết tật theo quyết định của Sở An sinh Xã hội, cũng như những người bị bệnh thận giai đoạn cuối và bệnh xơ cứng teo cơ một bên.
Vào năm 2018, theo Báo cáo Ủy thác Medicare 2019, Medicare đã cung cấp bảo hiểm y tế cho hơn 59,9 triệu người — hơn 52 triệu người từ 65 tuổi trở lên và khoảng 8 triệu người trẻ hơn. Theo các báo cáo hàng năm của Ủy ban Medicare và nghiên cứu của nhóm MedPAC của chính phủ, Medicare chi trả khoảng một nửa chi phí chăm sóc sức khỏe của những người đã đăng ký chương trình này. Người ghi danh hầu như luôn trang trải hầu hết các chi phí còn lại bằng cách mua bảo hiểm tư nhân bổ sung và/hoặc bằng cách tham gia chương trình sức khỏe Medicare Phần C hoặc Phần D công cộng. Bất kể người thụ hưởng chọn phương án nào trong số hai phương án đó — hoặc nếu họ chọn không làm gì thêm (khoảng 1% theo báo cáo hàng năm của Ủy viên Medicare theo thời gian), người thụ hưởng cũng phải chịu các chi phí khác liên quan đến chăm sóc sức khỏe. Các chi phí bổ sung được gọi là tự trả (OOP) này có thể bao gồm các khoản khấu trừ và đồng thanh toán; chi phí của các dịch vụ không được đài thọ — chẳng hạn như chăm sóc lâu dài, nha khoa, thính giác và thị lực; chi phí khám sức khỏe hàng năm cho những người không nằm trong chương trình sức khỏe Phần C bao gồm cả khám sức khỏe; và các chi phí liên quan đến giới hạn thời gian sống và mỗi sự cố cơ bản của Medicare. Medicare được tài trợ bằng sự kết hợp của thuế trả lương cụ thể, phí bảo hiểm của người thụ hưởng và thuế phụ thu từ người thụ hưởng, khoản đồng thanh toán và khoản khấu trừ, và doanh thu nói chung của Kho bạc Hoa Kỳ.
Medicare được chia thành bốn Phần. Medicare Phần A chi trả cho bệnh viện (bệnh nhân nội trú, chỉ được nhận chính thức), điều dưỡng lành nghề (chỉ sau khi được chính thức nhập viện trong ba ngày và không phải chăm sóc giám hộ), và các dịch vụ chăm sóc người già. Phần B bao trả các dịch vụ ngoại trú bao gồm một số dịch vụ của một số nhà cung cấp khi điều trị nội trú tại bệnh viện, viện phí cho bệnh nhân ngoại trú, hầu hết các lần khám tại văn phòng của nhà cung cấp ngay cả khi văn phòng là "trong bệnh viện" và các loại thuốc kê đơn được quản lý chuyên nghiệp nhất. Phần D bao gồm hầu hết các loại thuốc theo toa tự quản lý. Phần C là một giải pháp thay thế được gọi là Managed Medicare hoặc Medicare Advantage cho phép bệnh nhân chọn các chương trình sức khỏe với ít nhất cùng mức bảo hiểm dịch vụ như Phần A và B (và thường xuyên hơn), thường là các lợi ích của Phần D, và luôn luôn là- giới hạn chi tiêu tiền túi mà A và B thiếu. Người thụ hưởng phải đăng ký Phần A và B trước khi đăng ký Phần C.